# Seo Ha-jin
Seo Ha-jin (hangeul: 서하진) est une auteure sud-coréenne. 

## Biographie
Seo Ha-jin est née le 9 novembre 1960 à Yeongcheon, dans la province de Gyeongsangbuk-do. "Seo Hajin" est un nom de plume, son véritable nom étant Seo Deok-sun. Son père détenait un pouvoir considérable pendant le régime militaire des années 1980 en tant que procureur général et directeur général de l'Agence nationale de planification de la sécurité (ENAP). Même si elle a rejeté les penchants extrémistes de son père, elle se souvient de son enfance et de son adolescence comme d'une période paisible, sans conflits. Cependant, en dépit de son obéissance apparente, elle admet avoir en elle un côté sombre et affirme que ses véritables amis étaient les livres de sa tante. Ces livres l'ont finalement incitée à devenir écrivain. Elle a fait ses débuts dans la revue Littérature contemporaine (Hyundae Munhak) en 1994 avec la nouvelle Sortie de l'ombre (Geurimja oechul) .

## Œuvre
Elle a expliqué que son désir en tant que femme écrivain était de contester l'état patriarcal de la société coréenne et ses coutumes. Après ses débuts dans la revue Littérature contemporaine (Hyundae Munhak) en 1994, elle commence à recevoir dès l'année suivante une plus grande attention du public avec sa nouvelle Chemin de marée (Jebudo) ; ce récit a pour toile de fond une île mystérieuse reliée à la terre par un chemin qui disparaît et réapparaît avec la marée ; cette histoire, qui traite de l'issue tragique d'une affaire d'adultère, a été sélectionnée pour le prix littéraire Yi Sang. Même si ce récit n'a pas remporté le prix, c'est finalement lui qui a attiré le plus l'attention du public. Ce texte est toujours considéré comme l'une des œuvres les plus représentatives de Seo Ha-jin. 
Comme dans Chemin de marée (Jebudo), un grand nombre de ses premières œuvres, telles que Sortie de l'ombre (Geurimja oechul), Un voyage d'ombre (Geurimja yeohaeng) et Une ombre de vous (Geurimja dangsin), sont liées au thème de l'ombre et au thème des conflits conjugaux et des affaires extra-conjugales. Sa nouvelle Hong Gil-dong est une version moderne du récit classique coréen du même nom. Bien que ces histoires puissent explorer parfois des sujets classiques, son écriture donne des descriptions psychologiques subtiles dans un style littéraire original. 
Récemment, Seo est allée au-delà du thème des problèmes conjugaux afin d'aborder le sens même de la famille moderne ; son travail ne traite pas de la famille reconstituée ou éclatée, mais plutôt de la communauté à laquelle chacun appartient, communauté où chaque personne est parent, enfant, frère ou sœur. Elle examine attentivement les conflits et les rapprochements au sein des familles.

### Histoires courtes
- 책 읽어주는 남자 L'homme qui nous lit des livres (1996)
- 사랑하는 방식은 다 다르다 La façon d'aimer diffère pour chaque personne (1998)
- 라벤더 향기 L'odeur de la lavande (2000)
- 비밀 Secret (2004)
- 요트 Yacht (2006)
- 착한 가족 Une famille saine (2008)

### Romans
- 다시 사랑한다 말할까 Peut-on encore dire qu'on aime  ? (2005)
- 나나 Nana (2011)